# Canischio
Canischio (piemonti nyelven Canis-cio) egy település Olaszországban, Torino megyében.

## Elhelyezkedése

Canischio község Torino megye térképén

A Cesana Torinesevel határos települések: Alpette, Cuorgnè, Prascorsano, Pratiglione, San Colombano Belmonte és Sparone.